# Укружье
Укру́жье (бел. Укружжа) — упразднённая деревня Могилёвского района Могилёвской области Белоруссии. Входила в состав Семукачского сельсовета. Упразднена 29 июня 2018 года.